# Cmentarz na Górce Gołonoskiej w Dąbrowie Górniczej

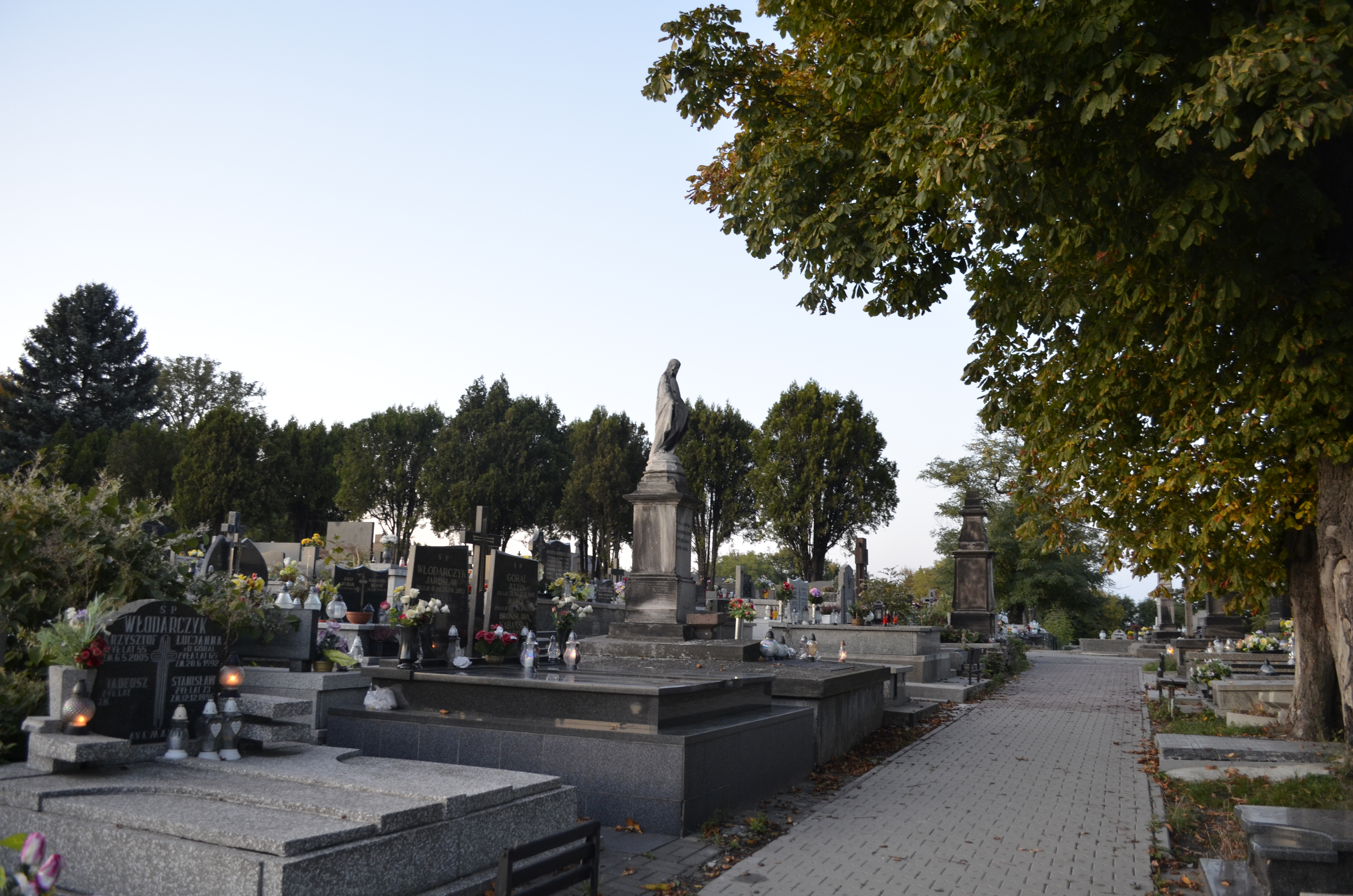
Cmentarz na Górce Gołonoskiej w Dąbrowie Górniczej

Cmentarz na Górce Gołonoskiej – cmentarz należący do parafii św. Antoniego z Padwy w Dąbrowie Górniczej położony w pobliżu kościoła przy ul. Kościelnej 20 od strony wschodniej na Górce Gołonowskiej w dzielnicy Gołonóg, a cmentarz mieści się przy ulicy Jaskrów 22.   
Jest to jedna z najstarszych i najbardziej wartościowych pod względem historycznym nekropolii w Zagłębiu. Na terenie cmentarza znajdują się zabytkowe nagrobki tej części latach 20. XX wieku, tajemnicze schody dla bezdomnych, bezimiennych i samobójców. 
Kiedy w 1676 roku powstała parafia pw. Narodzenia Najświętszej Marii Panny i św. Andrzeja Apostoła (obecnie pw. św. Antoniego) należy przypuszczać, że powstał również i cmentarz. 
Napis, który znajduje się obecnie na bramie:

„ZA STARANIEM WGO KSIĘDZA PROBOSZCZA KAZIMIERZA BOCHNI Z DOBROWOLNYCH 
SKŁADEK ROBOTNIKÓW I PRZY POPARCIU ZARZĄDU KOPALNI „FLORA” 

CMENTARZ TEN W LATACH PAŃSKICH 1909–1910 KU CHWALE BOGA I CZCI ZMARŁYCH 
ZOSTAŁ DO NALEŻYTEGO DOPROWADZONY PORZĄDKU I OTOCZONY MUREM”
Powierzchnia cmentarza liczy 8 ha 46 a, jego układ przetrzemy nie nosi znamion szczególnego rozwiązania urbanistycznego. Obecny obrys ma kształt ośmiokąta nieforemnego. Formy kwater i kierunki alejek w najstarszej części wynikają z potrzeby praktycznego dojścia do poszczególnych miejsc na cmentarzu. Najbardziej przejrzysty układ posiada nowsza część cmentarza z równoległymi alejkami. Główna aleja wysadzana 2 szpalerami tui z naprowadzeniem na drewniany sześciometrowy krzyż. Dominantę architektoniczną cmentarza stanowi kaplica, w której we Wszystkich Świętych odprawiano mszę św. Obecnie odprawia się ją w nowej części cmentarza.
Kościół pw. św. Antoniego wraz z cmentarzem jako zabytki objęte są ochroną Wojewódzkiego Konserwatora Zabytków. Najstarsze groby pochodzą z 1879 roku (rodzina Daneckich). W 1984 roku nastąpiło poszerzenie cmentarza w kierunku południowym, a w 1993 roku poszerzano go w kierunku wschodnim. Na cmentarzu znajduje się między innymi zbiorowa mogiła Siedmiu Szewców. 
Z cmentarza roztacza się widok na Zagłębie, zarówno w stronę centrum, jak i w stronę Huty Katowice, a w pogodnie dni na Beskid Śląski.

## Pochowani
- Roman Piecuch – komendant G.L. mjr.,
- Tadeusz Praski – dowódca oddz. dywersyjnego A.K,
- Krystyna Stolarska – wokalista, kompozytorka, skrzypaczka, a także autorka tekstów.